# سنت هرودیون
هرودیون انطاکیه که به قدیس هارون نیز مشهور است. از شهدای مسیحی سده دوم میلادی و اسقف انطاکیه بود. او به عنوان جانشین ایگناتیوس، بطریق انطاکیه شد و به مدت دو دهه این سمت را بر عهده داشت.
| پیشین: ایگناتیوس انطاکیه | بطریق انطاکیه ۱۹۸۶-۱۹۹۵ | پسین: سنت کرنلیوس |